# 白根山宗則
白根山 宗則（しらねやま むねのり、1950年3月11日 - ）は、現在の山梨県南アルプス市出身で伊勢ノ海部屋に所属した元大相撲力士。本名は深澤 宗則（ふかざわ むねのり）。188cm、113kg。最高位は東十両13枚目。得意技は右四つ、吊り。

## 経歴
中学卒業後に地元郵便局に1年半勤務後、大相撲を志し、猛反対する両親を兄に説得してもらい入門を果たした。1966年9月場所に16歳で初土俵。三段目を1場所で突破するなど順調に出世し、1968年5月場所に18歳の若さで幕下へ昇進するが7戦全敗と跳ね返された。その後は幕下と三段目を往復する日々が続いていたが、1971年頃から幕下に定着し、1972年3月場所に22歳で十両昇進を果たした。その場所は4勝11敗と大敗を喫し翌場所に幕下陥落。以降は幕下上位で十両復帰を目指していたが、叶わず1977年5月場所限りで引退。

## 主な成績
- 通算成績：234勝201敗7休  勝率.538
- 十両成績：4勝11敗  勝率.267
- 現役在位：64場所
- 十両在位：1場所

### 場所別成績
| | 一月場所 初場所（東京） | 三月場所 春場所（大阪） | 五月場所 夏場所（東京） | 七月場所 名古屋場所（愛知） | 九月場所 秋場所（東京） | 十一月場所 九州場所（福岡） |
| --- | ----------------------- | ----------------------- | ----------------------- | --------------------------- | ----------------------- | --------------------------- |
| 1966年 （昭和41年） | x                       | x                       | x                       | x                           | （前相撲）              | （番付外）                  |
| 1967年 （昭和42年） | （前相撲）              | 東序ノ口11枚目 4–3      | 東序二段103枚目 3–4     | 西序二段107枚目 3–4         | 西序二段116枚目 6–1     | 西序二段46枚目 5–2          |
| 1968年 （昭和43年） | 東序二段14枚目 4–3      | 西三段目92枚目 7–0      | 東幕下57枚目 0–7        | 東三段目27枚目 3–4          | 東三段目40枚目 4–3      | 西三段目27枚目 4–3          |
| 1969年 （昭和44年） | 西三段目19枚目 5–2      | 西幕下58枚目 2–5        | 西三段目17枚目 5–2      | 西幕下52枚目 2–5            | 東三段目8枚目 6–1       | 東幕下39枚目 2–5            |
| 1970年 （昭和45年） | 西幕下55枚目 4–3        | 西幕下44枚目 6–1        | 西幕下21枚目 2–5        | 東幕下38枚目 休場 0–0–7     | 西三段目8枚目 3–4       | 東三段目20枚目 4–3          |
| 1971年 （昭和46年） | 西三段目9枚目 5–2       | 西幕下51枚目 5–2        | 東幕下34枚目 4–3        | 西幕下29枚目 4–3            | 東幕下26枚目 5–2        | 西幕下10枚目 5–2            |
| 1972年 （昭和47年） | 東幕下4枚目 5–2         | 東十両13枚目 4–11       | 東幕下9枚目 3–4         | 西幕下14枚目 4–3            | 西幕下13枚目 5–2        | 東幕下6枚目 2–5             |
| 1973年 （昭和48年） | 西幕下18枚目 4–3        | 西幕下15枚目 4–3        | 東幕下11枚目 2–5        | 西幕下25枚目 5–2            | 西幕下13枚目 5–2        | 西幕下6枚目 2–5             |
| 1974年 （昭和49年） | 東幕下24枚目 3–4        | 東幕下32枚目 4–3        | 西幕下26枚目 5–2        | 東幕下14枚目 5–2            | 西幕下4枚目 4–3         | 西幕下3枚目 2–5             |
| 1975年 （昭和50年） | 東幕下16枚目 4–3        | 東幕下13枚目 2–5        | 東幕下28枚目 4–3        | 東幕下22枚目 5–2            | 西幕下10枚目 4–3        | 西幕下8枚目 4–3             |
| 1976年 （昭和51年） | 東幕下7枚目 4–3         | 東幕下5枚目 2–5         | 東幕下19枚目 4–3        | 西幕下15枚目 1–6            | 西幕下40枚目 3–4        | 西幕下50枚目 6–1            |
| 1977年 （昭和52年） | 東幕下20枚目 3–4        | 東幕下29枚目 5–2        | 西幕下13枚目 引退 3–4–0 | x                           | x                       | x                           |
| 各欄の数字は、「勝ち-負け-休場」を示す。 優勝 引退 休場 十両 幕下 三賞：敢=敢闘賞、殊=殊勲賞、技=技能賞 その他：★=金星 番付階級：幕内 - 十両 - 幕下 - 三段目 - 序二段 - 序ノ口 幕内序列：横綱 - 大関 - 関脇 - 小結 - 前頭（「#数字」は各位内の序列） |                         |                         |                         |                             |                         |                             |

## 改名歴
- 白根山 宗則（しらねやま むねのり）1966年9月場所 - 1970年7月場所
- 深沢（ふかざわ むねのり）1970年9月場所 - 1971年1月場所
- 白根山（しらねやま むねのり）1971年3月場所 - 1977年5月場所